# Sericomyrmex urichi
Sericomyrmex urichi är en myrart som beskrevs av Auguste-Henri Forel 1912. Sericomyrmex urichi ingår i släktet Sericomyrmex och familjen myror.

## Underarter
Arten delas in i följande underarter:
- S. u. maracas
- S. u. urichi